# 只木誠
只木 誠（ただき まこと、1956年6月 - ）は、日本の法学者。専門は刑法。学位は、法学博士（中央大学）。中央大学法学部教授。

## 学歴
- 1981年3月 - 中央大学法学部法律学科卒業
- 1984年3月 - 中央大学大学院法学研究科刑事法専攻博士前期課程修了
- 1989年3月 - 中央大学大学院法学研究科刑事法専攻博士後期課程満期退学

## 職歴
- 1992年4月 - 獨協大学法学部専任講師
- 1995年4月 - 獨協大学法学部助教授
- 2000年4月 - 獨協大学法学部教授
- 2002年4月 - 中央大学法学部教授
- 2004年4月 - 中央大学大学院法務研究科教授
- 2004年4月 - 早稲田大学大学院法学研究科非常勤講師
- 2005年4月- 早稲田大学大学院法務研究科非常勤講師
- 2008年4月 - 中央大学日本比較法研究所長
- 2018年3月 - チューリヒ大学客員教授
- 2020年4月- 武蔵野大学法学部客員教授
- 2023年11月- 中央大学大学院法学研究科委員長

## 学外における役職
- 1999年1月 - 法務省矯正局「矯正に関する政策研究会」委員
- 2001年4月 - 法務省「入札監視委員会」委員
- 2002年2月 - 法務省法務総合研究所「犯罪白書研究会」委員
- 2004年4月 - 第二東京弁護士会綱紀委員会予備委員
- 2006年10月 - 法務省矯正局喜連川社会復帰促進センター等運営事業事業者選定委員会委員
- 2006年10月 - 法務省矯正局播磨社会復帰促進センター等運営事業事業者選定委員会委員
- 2006年11月 - 新司法試験考査委員
- 2007年6月 - 法務省 「総合評価委員会」委員
- 2009年5月 - 日本刑法学会理事(2012年5月 - 同・常務理事)
- 2010年6月 - 文部科学省中央教育審議会専門委員
- 2014年4月 - 法務省法務総合研究所 「研究評価検討委員会」委員
- 2015年10月 - 文部科学省 「共通到達度確認試験試行試験委員会」委員
- 2016年10月 - 法務省矯正局 「ＰＦＩ手法による刑事施設の運営業務の在り方に関する有識者会議」委員

## 著書・編著
- 『罪数論の研究』（成文堂、2004年、補訂版、2009年）
- 『刑事法学における現代的課題』（中央大学出版部、2009年）
- 『刑法演習ノート－刑法を楽しむ21問[3版] 』（弘文堂、2022年）
- 『コンパクト刑法総論』（新世社、2018年／第2版、2022年）
- 『コンパクト刑法各論』（新世社、2022年）
- 只木誠・Gunnar Duttge 編 (担当:共編者(共編著者))『終末期医療、安楽死・尊厳死に関する総合的研究《日本比較法研究所研究叢書 123 》』（中央大学出版部、2021年）

## 所属学会
- 1984年5月 - 日本刑法学会
- 日本被害者学会
- 日本犯罪社会学会
- 日本法哲学会
- 日本医事法学会
- ヨーロッパ・アカデミー